# Morcinov
Morcinov (dříve též Marcinov či Marčinov) je malá osada, která patří k Lomnici nad Popelkou. Nachází se na kopci, který se nalézá přímo proti hoře Tábor, v nadmořské výšce okolo 630 metrů. Byla založena v 18. století hrabaty z Morzinu.

## Historie
První písemná zmínka o vesnici pochází z roku 1790.